# Navandgi
Navandgi es una ciudad censal situada en el distrito de Vikarabad en el estado de Telangana (India). Su población es de 6711 habitantes (2011).

## Demografía
Según el censo de 2011 la población de Navandgi era de 6711 habitantes, de los cuales 3393 eran hombres y 3318 eran mujeres. Navandgi tiene una tasa media de alfabetización del 65,23%, inferior a la media estatal del 67,02%: la alfabetización masculina es del 74,10%, y la alfabetización femenina del 56,29%.